# 程愈
程愈（1438年—？年），字節之，浙江嚴州府淳安縣人，醫籍，明朝政治人物。

## 生平
成化七年（1471年）辛卯科浙江鄉試第三名舉人。成化十七年（1481年）中式辛丑科會試第一百八十三名，三甲第一百三十一名進士。弘治十一年（1498年）閏十一月由禮部郎中升山東布政司左參議。

## 家族
曾祖程以中；祖父程懋正，訓科；父程敏恭，承事郎。母方氏。